# Faizal Yusof
Faizal Yusof, född 1978, död 1 januari 2011 i Pusat Rawatan Islam, Selangor, var en malaysisk skådespelare. Han var bland annat med i populära tv-serier som Tiramisu och Manjalara. Han var gift med Rosmunira Rashid, och tidigare med artisten Siti Nordiana, med vem han hade en son. Han dog av hjärtproblem.